# Jean-Pierre Vermetten
Jean-Pierre Vermetten (* 6. Februar 1895 in Antwerpen; † Dezember 1977) war ein belgischer Schwimmer und Wasserballspieler.

## Karriere
Vermetten begann seine kompetitive Karriere bei den belgischen Schwimmmeisterschaften im Jahr 1919. Hier wurde er Meister über 1500 Meter Freistil. 1920 nahm er an den Olympischen Spielen in Antwerpen teil. In seiner Heimatstadt scheiterte er mit der belgischen Staffel über 4-mal 200 Meter Freistil als Dritter des Vorlaufs an der Finalqualifikation. Vier Jahre später folgte bei den Spielen in Paris seine zweite Olympiateilnahme. Hier erreichte er mit der belgischen Wasserballnationalmannschaft den zweiten Rang und sicherte sich somit Silber.